# San Filippo Neri in Borgo
San Filippo Neri in Borgo var en kyrkobyggnad i Rom, helgad åt den helige Filippo Neri. Den var belägen i Palazzo dei Convertendi i Rione Borgo.

## Kyrkans historia
Kyrkan uppfördes i Palazzo dei Convertendi under 1600-talet. Detta privatpalats byggdes i slutet av 1400-talet för protonotarien Alessandro Caprini. Palatset ritades av Donato Bramante och fullbordades efter dennes död av Rafael. År 1685 donerades Palazzo Caprini till Kyrkan, varvid det byggdes om för personer som hade konverterat till katolicismen, därav namnet Palazzo dei Convertendi. Kyrkan San Filippo Neri inreddes i en av palatsets entréhallar och hade ett altare.
Åren 1936–1950 anlades Via della Conciliazione och en fullständig omstrukturering av Rione Borgo genomfördes. Samtliga byggnader mellan Borgo Vecchio och Borgo Nuovo nedrevs. År 1938 revs Palazzo dei Convertendi och därmed även kyrkan San Filippo Neri in Borgo.
Enligt den italienske historikern och arkeologen Mariano Armellini var kyrkan ”bellissimo”, det vill säga ”mycket vacker”.